# Catephia minor
Catephia minor är en fjärilsart som beskrevs av Hartig. Catephia minor ingår i släktet Catephia och familjen nattflyn. Inga underarter finns listade i Catalogue of Life.